# Shawmut (Montana)
Shawmut es un lugar designado por el censo ubicado en el condado de Wheatland en el estado estadounidense de Montana. En el Censo de 2010 tenía una población de 42 habitantes y una densidad poblacional de 7,56 personas por km².

## Geografía
Shawmut se encuentra ubicado en las coordenadas 46°20′41″N 109°30′44″O / 46.34472, -109.51222. Según la Oficina del Censo de los Estados Unidos, Shawmut tiene una superficie total de 5.56 km², de la cual 5.56 km² corresponden a tierra firme y (0%) 0 km² es agua.

## Demografía
Según el censo de 2010, había 42 personas residiendo en Shawmut. La densidad de población era de 7,56 hab./km². De los 42 habitantes, Shawmut estaba compuesto por el 100% blancos, el 0% eran afroamericanos, el 0% eran amerindios, el 0% eran asiáticos, el 0% eran isleños del Pacífico, el 0% eran de otras razas y el 0% pertenecían a dos o más razas. Del total de la población el 0% eran hispanos o latinos de cualquier raza.